# Бенджамин, Ричард
Ри́чард Бе́нджамин (англ. Richard Benjamin; род. 22 мая 1938, Нью-Йорк, США) — американский актёр и кинорежиссёр, лауреат премии «Золотой глобус» (1976).

## Биография
Ричард Бенджамин родился в Нью-Йорке в еврейской семье работника швейной промышленности. Учился в Высшей школе исполнительских искусств и окончил Северо-западный университет, где принимал участие во многих пьесах и посещал театральную школу.
Бенджамин женился на актрисе Поле Прентисс 26 октября 1961 года. У них двое детей — сын Росс (род. 1974) и дочь Прентисс (род. 1978).

## Фильмография

### Актёр
| Год  |    | Русское название                | Оригинальное название    | Роль                      |
| ---- | -- | ------------------------------- | ------------------------ | ------------------------- |
| 1969 | ф  | Прощай, Колумб                  | Goodbye, Columbus        | Нил Клагман               |
| 1970 | ф  | Уловка-22                       | Catch-22                 | майор Денби               |
| 1970 | ф  | Дневник безумной домохозяйки    | Diary of a Mad Housewife | Джонатан Болсер           |
| 1973 | ф  | Последний круиз на яхте «Шейла» | The Last of Sheila       | Том                       |
| 1973 | ф  | Мир Дикого Запада               | Westworld                | Питер Мартин              |
| 1975 | ф  | Солнечные мальчики              | The Sunshine Boys        | Бен Кларк                 |
| 1979 | ф  | Мусорная охота                  | Scavenger Hunt           | Адвокат Стюарт Сэлсам     |
| 1980 | ф  | Ведьмино зелье                  | Witches' Brew            | Джошуа Лайтман            |
| 1981 | ф  | Суббота, 14-е                   | Saturday the 14th        | Джон                      |
| 1997 | ф  | Разбирая Гарри                  | Deconstructing Harry     | Кен, персонаж книги Гарри |
| 1998 | тф | Войны Пентагона                 | The Pentagon Wars        | Каспар Уайнбергер         |
| 2003 | ф  | Марси Икс                       | Marci X                  | Бен Фелд                  |
| 2008 | ф  | Генри Пул уже здесь             | Henry Poole Is Here      | доктор Фанчер             |
| 2009 | с  | Мёртвые до востребования        | Pushing Daisies          | Джерри Холмс              |
| 2014 | с  | Рэй Донован                     | Ray Donovan              | Джерри Вайсс              |
| 2023 | ф  | Что за люди                     | You People               | доктор Грин               |
| 2023 | ф  | Бывшие мужья                    | Ex-Husbands              | Саймон Пирс               |

### Режиссёр
| Год  |    | Русское название                          | Оригинальное название        | Роль     |
| ---- | -- | ----------------------------------------- | ---------------------------- | -------- |
| 1982 | ф  | Мой лучший год                            | My Favorite Year             | режиссёр |
| 1984 | ф  | Наперегонки с луной                       | Racing with the Moon         | режиссёр |
| 1984 | ф  | Заваруха в городе                         | City Heat                    | режиссёр |
| 1986 | ф  | Долговая яма                              | The Money Pit                | режиссёр |
| 1988 | ф  | Маленький Никита                          | Little Nikita                | режиссёр |
| 1988 | ф  | Моя мачеха — инопланетянка                | My Stepmother Is an Alien    | режиссёр |
| 1990 | ф  | Трущобы                                   | Downtown                     | режиссёр |
| 1990 | ф  | Русалки                                   | Mermaids                     | режиссёр |
| 1993 | ф  | Сделано в Америке                         | Made in America              | режиссёр |
| 1994 | ф  | Карманные деньги                          | Milk Money                   | режиссёр |
| 1996 | ф  | Миссис Уинтерборн                         | Mrs. Winterbourne            | режиссёр |
| 1998 | тф | Войны Пентагона                           | The Pentagon Wars            | режиссёр |
| 2001 | ф  | А вот и доктор                            | The Shrink Is In             | режиссёр |
| 2003 | ф  | Марси Икс                                 | Marci X                      | режиссёр |
| 2006 | тф | Маленькое дельце под названием «Убийство» | A Little Thing Called Murder | режиссёр |

## Награды и номинации
| Год  | Премия           | Категория                                     | Фильм                        | Результат |
| ---- | ---------------- | --------------------------------------------- | ---------------------------- | --------- |
| 1971 | «Золотой глобус» | Лучшая мужская роль — комедия или мюзикл      | Дневник безумной домохозяйки | Номинация |
| 1976 | «Золотой глобус» | Лучшая мужская роль второго плана — кинофильм | Солнечные мальчики           | Победа    |